# Zhang Sanfeng

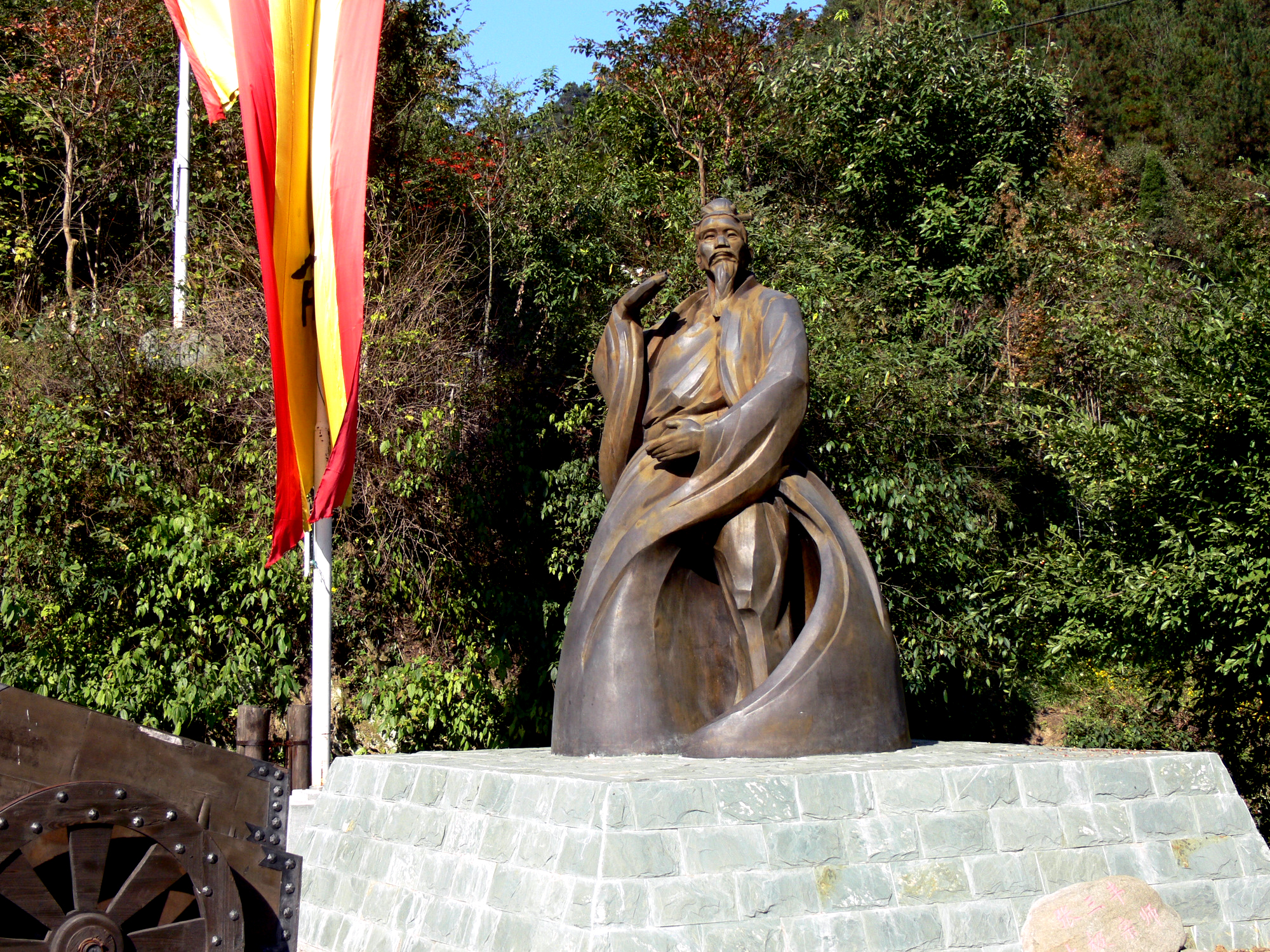
Statue von Zhang Sanfeng – Wudang Shan, 2009

Zhang Sanfeng (chinesisch 張三豐 / 张三丰, Pinyin Zhāng Sānfēng, W.-G. Chang San-feng, geboren als Quányī 全一; Zi Jūnbǎo 君寶 / 君宝; Hao Sānfēng 三豐 / 三丰) ist eine legendäre Heldengestalt in China. Er ist auch bekannt unter den Namen Dangchu Zhenren (wörtl.: „der Wahrhaftige aus der Höhle“).
Um die Gestalt des Zhang Sanfeng ranken sich etliche Sagen und Legenden. Bereits sein Geburtsjahr wird in unterschiedlichen Quellen mit 960, 1247 oder 1279 angegeben.
Einer Legende nach soll er ein daoistischer Mönch gewesen sein, der in den Wudang-Bergen lebte. Eines Tages beobachtete er den Kampf zwischen einer Schlange und einem Kranich. Die Schlange wich den harten, schnellen Stößen des Kranichschnabels immer wieder geschickt aus, bis der Kranich erschöpft aufgeben musste. Zhang erkannte dabei das Prinzip des „weichen Kämpfens“ mit innerer Kraft und leitete daraus die Grundprinzipien der inneren Kampfkünste (內家拳,  Nèijiāquán, kurz Nèijiā) ab.
Einer anderen Legende zufolge war er ein Meister der äußeren Kampfkünste (外家拳,  Wàijiāquán, kurz Wàijiā). Im Alter von 70 Jahren zog er sich in ein daoistisches Kloster in den Wudang-Bergen zurück, um sich der Meditation und inneren Alchemie zu widmen. Die daoistischen Meditationstechniken ließen ihn das Qi erfahren. Auf die Frage, ob es auch möglich sei, diese Energieflüsse, die in der sitzenden Meditation spür- und lenkbar sind, in Bewegung umzusetzen, konnte ihm sein Lehrer allerdings keine Antwort geben. Nachdem ihm im Traum der Kampf eines Kranichs mit einer Schlange erschienen war, entwickelte Zhang Sanfeng die inneren Kampfkünste.
Der Legende nach wurde er 200 Jahre alt und zählt zu den Unsterblichen der chinesischen Mythologie.
| Personendaten    | Personendaten |
| ---------------- | --- |
| NAME             | Zhang, Sanfeng |
| ALTERNATIVNAMEN  | Zhāng, Sānfēng (Pinyin); Chang, San-feng (Wade-Giles); Zoeng1, Saam1fung1 (Jyutping); Tiunn, Sam-hong (Pe̍h-ōe-jī); 张三丰 (chinesisch, Kurzzeichen); 張三豐 (chinesisch, Langzeichen) |
| KURZBESCHREIBUNG | chinesischer Legendenheld |
| GEBURTSDATUM     | zwischen 10. Jahrhundert und 13. Jahrhundert |
| STERBEDATUM      | zwischen 11. Jahrhundert und 14. Jahrhundert |